# ニトロメルゾール
ニトロメルゾール(Nitromersol)またはメタフェン(Metaphen)は、水銀を含む有機金属化合物の1つで、主に防腐剤や消毒薬として用いられる。茶黄色の固体で味も匂いもなく皮膚や粘膜への刺激性はなく、ゴムや金属への影響もなく、外科や歯科で用いられる。
動物の発癌性物質であることが確かめられている。加熱すると、有毒な窒素酸化物(NOx)と水銀の蒸気を放出する。1998年、アメリカ食品医薬品局は、一般用医薬品の救急用消毒薬、おむつかぶれ用製品や膣避妊薬へのトロメルゾール（及びその他の水銀含有製品）の使用を禁止した。ニトロメルゾールは、過敏症反応の原因となることがある。
ワクチンや抗毒素用の防腐剤としては、現在も使用されている。